# Meinheit
Meinheit bezeichnete in den deutschen Städten des Mittelalters und der Frühen Neuzeit die Gesamtheit der Bürger, in manchen Orten oder Regionen jedoch eingeschränkt auf jene, die nicht in Zünften, Gilden oder Innungen organisiert waren, dennoch aber (im Gegensatz zu Gesellen, Knechten und Tagelöhnern) die Bürgerrechte besaßen und somit „gemeine“ Bürger, bzw. Mitglieder der „Gemeinde“ waren. Sprecher der Meinheit in vielen Städten war der „Meinheitsmeister“.
In Landgemeinden wurde der Begriff auch, synonym mit Allmende, für Gemeineigentum verwendet, wie das noch heute im nordwestlichen Niedersachsen gebräuchliche niederdeutsche Meent.